# 吳直方
吳直方（1275年—1356年），初名佐孙，字行可，浦江（今属浙江）人。
遠祖吴闻是進士出身。吴瑶之子。吳謂之堂侄。早年與南宋遺民方鳳、谢翱、吴思齐等交游，後至大都，任教於明宗潜邸，歷官上都路学正。後在马札儿台家授課。脫脫是他的學生。以集贤院大学士致仕。有子吴莱。

## 延伸阅读
[在维基数据编辑]
 《新元史/卷211》，出自柯劭忞《新元史》